# Кансей ди Сер Секси
Cansei de Ser Sexy (произнася се Кансей джи сер секси – буквално на бразилски португалски означава: Уморен да бъда секси), позната също така и с абревиатурата CSS, е електропоп/електророк група от Сао Паоло Бразилия.
Значителна част от песните им имат електроклаш звучене, но те също така свирят инди рок и синтпоп. Групата се счита за част от новата вълна в бразилската музика. Текстовете на песните на CSS са както на английски език, така и на португалски.

## История
Cansei de Ser Sexy е създадена през 2003 г. от група приятели. Името на бандата произлиза от изказване на Бионсе, в което тя заявява, че се е изморила да бъде секси. 
Първоначално групата придобива популярност чрез интернет. Някои от членовете, като Адриано Кинтра, са били част от клубната ъндърграунд сцена на Сао Паоло, въпреки че не са имали реални изяви извън местната среда. Други, като Lovefoxxx, са били популярни в интернет със собствените си лични страници. Личният фотоблог на колектива придобива широка популярност в Бразилия, а песните, които се качват на страницата им биват многократно сваляни. Блогът на групата е част от мрежата на Trama Virtual, социална мрежа, която наподобява MySpace Music. Trama Virtual инвестират доста в популяризирането на CSS, канейки бразилски и английски журналисти, които да напишат материали за групата. В бразилските списания са отпечатани няколко статии, а в британския вестник Guardian е публикуван материал за тях. В него журналистът Питър Кълшо, който е поканен да се запознае с членовете малко преди техния дебют в клубната сцена на Сао Паоло, коментира, че CSS може би ще бъдат най-значителната група, която ще излезе от Южна Америка. Някои от песните на групата са използвани в медиите: „Meeting Paris Hilton“ като музикален съпровод към риалити предаването The Simple Life с Парис Хилтън, когато е пуснато в Латинска Америка; „Superafim“ в бразилското издание на Big Brother; „Computer Heat“ във версията на The Sims 2: Nightlife предвидена за Южна Америка. През 2004 въпреки че все още никоя звукозаписна компания не им е предложила договор те самостоятелно издават две EP-та.
През 2005 CSS подписват договор с лейбъла Trama Virtual и през октомври същата година дебютният им албум „Cansei de Ser Sexy“ е вече факт в Бразилия. По време на концертите им се продава и допълнително EP, което включва още седем песни. Ограничена версия на албума включва и записваем диск, който позволява на купувача да си презапише албума и да го подари на някого. В Бразилия албумът реализира продажби от едва 5000 копия без това да се отрази в някакви музикални класации. Към албума са заснети видеоклипове за песните „Off The Hook“ и „Alala“.
В началото на 2006 Cansei de Ser Sexy подписват договор със звукозаписната компания Sub Pop, която отговаря за издаването на дебютния им албум в световен мащаб. На 6 юни е издаден пилотният сингъл „Let's Make Love and Listen to Death From Above“, към който е заснет и видеоклип. През юли CSS заедно с DJ Diplo и бразилската фънк група Bonde do Rolê тръгват на световно турне.
Към февруари 2007 в САЩ и Европа групата има продадени над 60 000 копия от едноименния си дебютен албум. През лятото на 2007 CSS участват в множество фестивали.
CSS постига неочакван успех след като песента им „Music Is My Hot Hot Sex“ е използвана в международна реклама на Apple Inc. за новия iPod. Ник Хейли, тогава на 18 години, създава в домашни условия собствено 30-секундно рекламно клипче за iPod Touch, което той след това на 11 септември 2007 помества в YouTube. От рекламната агенция на Apple TBWA\Chiat\Day забелязват творението на Хейли. Те бързо се свързват с него и му предлагат да създадат подобрена версия на неговия клип и да я използват за рекламните цели на Apple. В САЩ рекламата започва да се излъчва на 28 октомври 2007, а по-късно и в Япония и Европа. Благодарение на популярността на рекламния клип в Щатите песента достига #63 в класацията Билборд Hot 100, което е най-високата позиция постигана в тази класация от която и да е бразилска група.
На 21 юли 2008 излиза вторият студиен албум на Cansei de Ser Sexy „Donkey“. В звукозаписното студио на Trama Studios са записани 17 песни, от които 11 официално влизат в албума. Три месеца преди излизането на албума Ирасема Тревисан напуска групата и е заместена от тогавашния барабанист Адриано Кинтра. Настоящият барабанист е британецът Джон Харпър, който преди това е бил в The Cooper Teple Clause. В САЩ и Канада албумът е издаден от Sub Pop, а в Европа от Warner Bros. Records. Според критици този албум демонстрира далеч по-изчистен звук и по-добра техническа реализация. За разлика от „Cansei de Ser Sexy“ този албум се концентрира почти изцяло на инди рок стила, оставяйки на заден план електроклаша и синтпопа.

## Членове
- Луѝза Ханаѐ Мацушита (Lovefoxxx)
- Адриано Синтра (произнася се по-близко до Адриану)
- Луйза Са
- Ана Резенде (произнася се по-близко до Ризенди)
- Каролина Пара

## Дискография

### Албуми
- „Cansei de Ser Sexy“ (бразилско издание) 2005
- „Cansei de Ser Sexy“ (международно издание) 2006
- „Donkey“ (международно издание) 2008
- „La Liberación“ (2011)
- „Planta“ (2013)

### EP
- „Em Rotterdam Já É uma Febre“ (2004)
- „A Onda Mortal / Uma Tarde com PJ“ (2005)
- „CSS SUXXX“ (2005)

### Сингли
| Година | Песен                                            | Позиция в класация | Позиция в класация | Позиция в класация | Позиция в класация | Позиция в класация | Позиция в класация | Албум              |
| Година | Песен                                            | Бразилия           | Великобритания     | Ирландия           | Канада             | САЩ Билборд        | САЩ Рок            | Албум              |
| ------ | ------------------------------------------------ | ------------------ | ------------------ | ------------------ | ------------------ | ------------------ | ------------------ | ------------------ |
| 2006   | „Alala“                                          | —                  | 89                 | —                  | —                  | —                  | —                  | Cansei de Ser Sexy |
| 2006   | „Off the Hook“                                   | —                  | 43                 | —                  | —                  | —                  | —                  | Cansei de Ser Sexy |
| 2007   | „Let's Make Love and Listen to Death from Above“ | —                  | 39                 | 37                 | —                  | —                  | —                  | Cansei de Ser Sexy |
| 2007   | „Alcohol“                                        | —                  | —                  | —                  | —                  | —                  | —                  | Cansei de Ser Sexy |
| 2007   | „Music Is My Hot Hot Sex“                        | 25                 | —                  | —                  | 12                 | 63                 | —                  | Cansei de Ser Sexy |
| 2008   | „Rat Is Dead“                                    | —                  | —                  | —                  | —                  | —                  | —                  | Donkey             |
| 2008   | „Left Behind“                                    | —                  | 78                 | —                  | —                  | —                  | —                  | Donkey             |
| 2008   | „Move“                                           | —                  | —                  | —                  | —                  | —                  | —                  | Donkey             |

### Ремикси
- Tiny Masters of Today – Hey Mr. DJ (2007)
- Bitchee Bitchee Ya Ya Ya – Fuck Friend (2007)
- The Wombats – Kill the Director (2007)
- The Mules – We're Good People (2007)
- The Little Ones – Lovers Who Uncover (2007)
- Bonde Do Role – Office Boy (2007)
- The Cribs – Men's Needs (2007)
- Loney, Dear – The City, The Airport (2007)
- Asobi Seksu – Strawberries (2007)
- Kylie Minogue – Wow (2008)
- Tetine – I Go To The Doctor! (2008)
- The B-52's – Funplex (2008)
- Digitalism – Pogo (2008)
- Bloc Party – Mercury (2008)
- Lykke Li – Little Bit (2008)
- Keane – The Lovers Are Losing (2008)